# (2895) Memnon
(2895) Memnon, désignation internationale (2895) Memnon, est un astéroïde troyen jovien.

## Description
(2895) Memnon est un astéroïde troyen jovien, camp troyen, c'est-à-dire situé au point de Lagrange L5 du système Soleil-Jupiter. Il présente une orbite caractérisée par un demi-grand axe de 5,236 UA, une excentricité de 0,050 et une inclinaison de 27,2° par rapport à l'écliptique.
Il est nommé en référence au personnage de la mythologie grecque Memnon, acteur du conflit légendaire de la guerre de Troie.

## Compléments